# Libanorhinus succinus
Libanorhinus succinus là một loài bọ cánh cứng trong họ Nemonychidae. Loài này được Kuschel & Poinar miêu tả khoa học đầu tiên năm 1993.